# Isabel de la Roche
Isabel de la Roche (fallecida antes de 1291) fue hija de Guido I de la Roche. En algunos casos, Isabel es conocida como Isabel de Atenas. Se casó dos veces, primero con Godofredo de Briel, señor de Karitena y después con Hugo, conde de Brienne, teniendo hijos solo con su segundo esposo.

## Biografía
La fecha del nacimiento de Isabel es desconocida. Era la quinta de seis hijos, sus hermanos fueron: Juan I de la Roche, Guillermo I de la Roche y Alicia de la Roche, quien fue regente de Beirut. Su padre Guido fue hecho duque de Atenas en 1260 por el rey Luis IX de Francia.
Isabel se casó primero en 1256 con Godofredo de Briel, señor de Karitena. La pareja estuvo casada durante trece años, sin embargo, ningún hijo nació de este matrimonio. En 1275, Godofredo murió de fiebre mientras comandaba la guarnición de Eskorta. A la muerte de Godofredo, Isabel recibió la mitad de la baronía como su dote, la otra mitad pasó al príncipe Guillermo II de Villehardouin como soberano de la baronía.
En 1277, Isabel se casó por segunda vez, esta vez con Hugo, conde de Brienne, el reclamante a los tronos de Chipre y Jerusalén. Sus hijos se convirtieron en parte de la reclamación de los Brienne sobre el Reino de Jerusalén. La pareja tuvo dos hijos:
- Gualterio V de Brienne (fallecido en 1311), duque de Atenas, heredero de Hugo.
- Inés de Brienne, se casó con Juan, conde de Joigny.

La fecha  de la muerte de Isabel es desconocida, sin embargo ella no sobrevivió a Hugo ya que este se volvió a casar en 1291 con Helena Comnena Ducaina, lo que significa que Isabel habría muerto antes de 1291. Hugo y Helena tuvieron otra hija llamada Juana. A través de Isabel, su hijo Gualterio fue capaz de reclamar el Ducado de Atenas en 1308 después de la muerte de su primo Guido II de la Roche.